# Luciano Emílio
Luciano Emílio est un footballeur brésilien, né le 12 décembre 1978 à Ilha Solteira, État de São Paulo, Brésil.

## Palmarès
- Avec  D.C. United :
  - Vainqueur du MLS Supporters' Shield en 2007
  - MLS Golden Boot 2007
  - Meilleur joueur de MLS : 2007
  - MLS Newcomer of the Year : 2007